# Scudderia fasciata
Scudderia fasciata är en insektsart som beskrevs av William Beutenmüller 1894. Scudderia fasciata ingår i släktet Scudderia och familjen vårtbitare. Inga underarter finns listade i Catalogue of Life.